# Теволде, Робел
Робел Теволде (англ. Robel Tewelde, род. 1 мая 1997) — эритрейский шоссейный велогонщик.

## Карьера
В 2017 году принял участие на Тур дю Фасо.
В 2019 году стал третьим на чемпионате Эритреи в групповой гонке. Выступил на Тур де л’Авенир и Тур де л'Эспуар проходивших в рамках Кубка наций до 23 лет UCI.

## Достижения
2015
3-й на Чемпионат Эритреи — индивидуальная гонка U19
2016
3-й на Чемпионат Эритреи — индивидуальная гонка U23
2018
3-й на Чемпионат Эритреи — групповая гонка U23
2019
1-й этап (TTT) на Тур де л'Эспуар
2-й на Чемпионат Эритреи — групповая гонка U23
3-й на Чемпионат Эритреи — групповая гонка

## Рейтинги
| Год                 | 2016   | 2017 | 2018   | 2019  |
| ------------------- | ------ | ---- | ------ | ----- |
| Мировой рейтинг UCI | 2323-й | -    | 2665-й | 661-й |
| Африканский тур UCI | 191-й  | -    | 243-й  | 34-й  |
|                     |        |      |        |       |
| Источник: UCI       |        |      |        |       |